# ويلينغتون (لاعب كرة قدم، مواليد 1987)
ويلينغتون (5 أكتوبر 1987 بريبيراو بريتو في البرازيل - ) هو لاعب كرة قدم برازيلي في مركز الهجوم. لعب مع أيل ليماسول وسي إس باندوري تارغو جيو ونادي أمريكا وكونكورديا كياجنا ونادي أوداكس ريو وSertãozinho Futebol Clube ‏.

## وصلات خارجية
- ويلينغتون على موقع قاعدة بيانات كرة القدم.إي يو (الإنجليزية)
- ويلينغتون على موقع Soccerway.com (الإنجليزية)
- ويلينغتون على موقع عالم كرة القدم.نت (الإنجليزية)